# Ftalato de dimetila
Ftalato de dimetila é o ftalato de fórmula molecular  (CH3)2(C6H4(COO)2). É o éster metílico do ácido ftálico.
Ftalato de dimetila é um ectoparasiticida e tem vários outros usos, como propelente de foguetes de combustível sólido, plásticos e repelentes de insetos.